# Daytona 240 2020
La 1re édition du Daytona 240 2020 (officiellement appelé le 2020 WeatherTech 240 at Daytona) a été une course de voitures de sport organisée sur le circuit du Daytona International Speedway à Daytona Beach, aux États-Unis, qui s'est déroulée du 3 juillet 2020 au 4 juillet 2020. Il s'agissait de la deuxième manche du championnat United SportsCar Championship 2020 et les catégories DPi, GTLM et GTD de voitures du championnat ont participé à la course.

## Qualifications

### Classement de la course
Voici le classement provisoire au terme de la course.
- Les vainqueurs de chaque catégorie sont signalés par un fond jauni.
- Pour la colonne Pneus, il faut passer le curseur au-dessus du modèle pour connaître le manufacturier de pneumatiques.

## Pole position et record du tour
- Pole position :
- Meilleur tour en course :

## À noter
- Longueur du circuit : 3,56 miles
- Distance parcourue par les vainqueurs :